# Кривицький Антон Федорович
Антон Федорович Кривицький (8 червня 1945 — 20 січня 2017) — український діяч, голова виконавчого комітету Луцької міської ради, міський голова Луцька.

## Біографія[1]
Народився 8 червня 1945 року у селі Виноградне Березівського району Одеської області.
Трудову діяльність розпочав у 17 років слюсарем на Луцькому електроапаратному заводі.
У 1969 році отримав диплом інженера-будівельника Львівського політехнічного інституту.
У вересні 1969 — лютому 1970 р. — інженер-будівельник Луцького заводоуправління будівельних матеріалів.
У лютому — серпні 1970 р. — інструктор відділу комсомольських організацій Волинського обласного комітету ЛКСМУ.
У серпні 1970 — серпні 1972 р. — служба в Радянській армії.
У серпні 1972 — грудні 1973 р. — завідувач відділу комсомольських організацій Волинського обласного комітету ЛКСМУ.
У грудні 1973 — серпні 1975 р. — 1-й секретар Луцького міського комітету ЛКСМУ.
У вересні 1975 — серпні 1977 р. — слухач Вищої партійної школи при ЦК КПУ.
У серпні 1977 — жовтні 1979 р. — інструктор відділу організаційно-партійної роботи Волинського обласного комітету КПУ.
У жовтні 1979 — жовтні 1984 р. — секретар Луцького міського комітету КПУ Волинської області.
З 1984 року працював у органах місцевого самоврядування. У жовтні 1984 — лютому 1987 р. — голова виконавчого комітету Нововолинської міської ради народних депутатів Волинської області.
У березні 1987 — лютому 1991 р. — голова виконавчого комітету Луцької міської ради народних депутатів Волинської області.
У лютому 1991 — квітні 1992 р. — 1-й заступник голови виконавчого комітету Волинської обласної ради народних депутатів. 
У квітні 1992 — липні 1994 р. — голова комітету інвестицій, будівництва, архітектури і містобудування Волинської обласної державної адміністрації.
З 1994 року тричі очолював міське самоврядування Луцька. У липні 1994 — березні 1998 р. — голова Луцької міської ради народних депутатів Волинської області. У березні 1998 — березні 2006 р. — Луцький міський голова Волинської області.
У червні 2000 — грудні 2004 р. — секретар Волинського обкому СДПУ(о), член Політичної ради СДПУ(о). Виключений із партії постановою політбюро СДПУ(о) за «неправильну» поведінку під час «Помаранчевої революції».
У 2006—2010 роках — начальник головного управління містобудування, архітектури та житлово-комунального господарства Волинської обласної державної адміністрації.
У грудні 2010 року став радником луцького міського голови Миколи Романюка.
20 січня 2017 року помер у місті Луцьку.

## Сімейний стан
Батько двох доньок. Одружений.

## Здобутки та досягнення
- Був співавтором розробки і впровадження системи єдиного розрахунку за житлово-комунальні послуги, яка була  рекомендована для впровадження та запатентована.
- Член-кореспондент Академії підприємництва та менеджменту України.
- Заслужений економіст України (.10.1999)[2].
- Нагороджений медалями «70 років Збройних Сил СРСР», «Ветеран праці», орденом «За заслуги» ІІІ ст.(.02.2003)[3], орденом «За заслуги» ІІ ст.(.08.2005)[4], орденом «Різдво Христове», орденом Президента Грушевського «За розбудову держави», пам'ятною медаллю "Папи Римського Іоанна Павла II".
- Почесний громадянин міста Луцька
- Ще в юності встановив вело-рекорд України в їзді на чотири кілометри.

## Цікаві факти про екс-мера Луцька[5]
1. 15 липня 1990 року, ще до офіційного проголошення незалежності України, біля Луцької міської ради підняли блакитно-жовтий стяг. То був другий в Україні після Львова прапор, піднятий над міською радою. Головою міськвиконкому у той час був Антон Кривицький.
2. За правління Антона Кривицького вперше в Україні усі комунальні платежі об'єднали в один чек. До цього громадяни змушенні були користуватися окремими книжками на воду, газ, електроенергію…
3. У часи головування Кривицького Луцьк став першим містом, де дозволили викупляти перші поверхи в житлових будинках під магазини та офісні приміщення. Верховна Рада прийняла таке рішення тільки через кілька років.
4. Саме Антон Кривицький першим в Україні ввів акцизну марку на вино-горілчані вироби. Завдяки цьому у місті вдалося збудувати тролейбусну лінію на Володимирську і на Вересневе. Також при Антонові Кривицькому вдалося запровадити конкурси на пасажирські перевезення.
5. За каденції Антона Кривицького почали будувати наземний перехід над коліями залізничного вокзалу. Продовжував курувати цю справу Кривицький і після того, як покинув посаду мера, тому досі лучани називають перехід «мостом Кривицького».
6. Антон Кривицький був першим, хто заговорив про будівництво підземного переходу у центрі міста. Його спорудження тоді оцінювати у 6-7 мільйонів гривень і навіть знайшли інвестора. Проте, через супротив депутатів, підземного переходу тоді так і не збудували.
7. Розповідають, що одним телефонним дзвінком Антон Федорович Кривицький за ніч збирав із луцьких бізнесменів зарплату вчителям і медикам, коли в бюджеті бракувало коштів.
8. Головування Кривицького подекуди називають «ерою дерибану». За час його головування були приватизовані великі комунальні об'єкти та земельні ділянки міської землі. Крім того, стверджували, що тодішній мер зумів продати дитячі садочки. Натомість сам Кривицький пояснював – пустуючі приміщення на утримання яких не вистачало грошей віддавали під інші державні потреби.
9. Розпочав будівництво фонтану на Театральному майдані, однак через відсутність коштів, об'єкт так і не завершили.
10. На роботу пішки ходив, а часто навіть тролейбусом користувався… [6]
11. Саме за головування Антона Федоровича Луцьк 4 роки поспіль займав призові місця в всеукраїнському конкурсі "Місто найкращого благоустрою" серед міст з населенням від 100 до 500 тис.починаючи з першого місця в 2000 р.(1 рік проведення)  до 2004 р.[7]